# Farida Amadou
Farida Amadou (* 1989) ist eine belgische Improvisationsmusikerin (E-Bass, Komposition).

## Leben und Wirken
Amadou wuchs in Lüttich auf, wo sie ab 2011 autodidaktisch Bassgitarre spielen lernte. Ab 2013 spielte sie als Bassistin bei den Jam-Sessions im Blues-Sphere. Durch ihre Mitwirkung im Œil Kollectif und einige CDs, die sie ab 2014 im Duo Nystagmus mit Tom Malmendier aufnahm, wurde sie bekannt. 2018 spielte sie Bass in der Post-Punk-Combo Cocaïne Piss; dann trat unter anderem mit der Geigerin Cécile Broché, dem Trompeter Timothée Quost, dem Schlagzeuger Steve Noble sowie mit dem Klarinettisten Yoni Silver und dem Saxophonisten Chris Pitsiokos auf. 2018 gab sie ein erstes Solokonzert. Mittlerweile nutzt sie ihren Bass als völlig frei interpretierbare Klangquelle, aus der sie mithilfe von Effektpedalen unterschiedliche Klänge entstehen lässt.
Seit 2018 arbeitete Amadou mit Musikern wie Thurston Moore, Peter Brötzmann, Julien Desprez, Dave Rempis, Chris Corsano, Andy Moor, Pat Thomas, Eve Risser, Mette Rasmussen, Lukas Koenig und Moor Mother. Sie lebt heute in Brüssel. Ihr im Jahr 2000 veröffentlichtes Debütalbum unter ihrem Namen, "00:29:10:02", wurde 2022 auf Kassette bei dem Label Autogenesis neu aufgelegt. 2024 legte sie das Soloalbum When It Rains It Pours vor.

## Diskographische Hinweise
- When It Rains It Pours (2024)
- Farida Amadou, Jonas Cambien & Dave Rempis: On the Blink (2023)
- Farida Amadou / Liz Kosack / Dag Magnus Narvesen: Circuit (2021)
- Steve Noble / Farida Amadou with Alex Ward: Space 11 (Oto 2021)
- Fred Lonberg-Holm, Farida Amadou, Simon Camatta: Indelible Spine (Catalytic Artist Album, 2020)